# Poole
Poole este un oraș și o Autoritate Unitară în regiunea South West England. Este o destinație turistică foarte frecventată pe coasta de sud a Marii Britanii.

## Personalități marcante
- Ann Sidney (n. 1944), Miss World (1964);
- Sarah-Jane Hutt (n. 1964), Miss World (1983);
- Ben White (n. 1997), fotbalist.